# Música de meditación
La música de meditación es aquella implementada en apoyo a la práctica de la meditación. Aunque puede tener un contenido religioso específico, también se ha asociado recientemente con compositores modernos que utilizan técnicas de meditación en su proceso de composición, o que componen música sin un grupo religioso en particular como enfoque. Este concepto también incluye música interpretada como un acto de meditación.

## Historia
La música de meditación moderna del siglo XX comenzó cuando compositores como John Cage, Stuart Dempster, Pauline Oliveros, Terry Riley, La Monte Young y Lawrence Ball empezaron a combinar técnicas y conceptos de meditación y música. Entre las obras específicas se incluyen Inori (1974), Mantra (1970), Hymnen (1966–67), Stimmung (1968) y Aus den sieben Tagen (1968) de Karlheinz Stockhausen, y Ben Johnston, cuya Visions and Spells (una realización de Vigil (1976)), requieren un período de meditación previo a la interpretación. Los conceptos de clariaudiencia (oído limpio) de R. Murray Schafer, así como los que se encuentran en The Tuning of the World (1977), son meditativos.
Stockhausen describe Aus den sieben Tagen como " música intuitiva " y en la pieza "Es" de este ciclo se ordena a los intérpretes a tocar solo cuando no están pensando o en un estado de no-pensamiento (Von Gunden afirma que esto es contradictorio y debería ser "pensar sobre tu forma de tocar"). John Cage fue influenciado por el zen y piezas como Imaginary Landscape No. 4 para doce radios son "meditaciones que miden el paso del tiempo".

## Efectos Relacionales
La música puede aportar muchos beneficios psicológicos, como la reducción del estrés, mejora de la memoria y del rendimiento cognitivo . La investigación muestra que la actividad de escuchar música puede ayudar a una persona a desvincularse de su entorno y a centrarse en sus propios pensamientos y acciones. Cuando se aplica específicamente a un entorno meditativo, la música puede ayudar en la atención plena, la visualización y la contemplación . Según el NHS, estas cualidades pueden aumentar la conciencia personal y ayudar a identificar signos de estrés y ansiedad. Practicar la atención plena puede ayudar a una persona a ser más observadora sobre sus pensamientos y acciones presentes. La investigación muestra que la música de meditación puede mejorar la confianza durante la práctica de la meditación.
En un estudio de julio de 2018, los voluntarios de entre 60 y 80 años que escuchaban música curativa y meditaban durante 1 a 2 horas al día y seguían una dieta saludable sin azúcar exhibieron una memoria más aguda y habilidades cognitivas con patrones de comportamiento felices y alegres en comparación con aquellos quienes no lo hacían.
La música de meditación puede ayudar a mejorar la concentración mientras se realizan tareas mecánicas. Un estudio de junio de 2019 en el que se observó a neurocirujanos que realizaban derivaciones de entrenamiento microquirúrgico con y sin música de meditación mostró una ligera mejora en el tiempo total utilizado por los cirujanos novatos. Mientras que el tiempo total utilizado por los cirujanos experimentados se mantuvo sin cambios, la longitud del hilo utilizada en los bypass de entrenamiento fue significativamente diferente para ambos cirujanos.
La música de meditación puede tener efectos positivos en las personas que se recuperan de la adicción a las drogas . En general, la meditación espiritual puede promover la recuperación de la adicción, así como mejorar los resultados psicológicos y de salud mental de la adicción a las drogas; esto incluye reducir los síntomas de depresión, la ansiedad y el estrés. En un estudio de enero de 2020, se concluyó que la música de meditación dirigida por Young-Dong Kim puede ser una terapia útil para prevenir la reinstauración de la adicción a la metanfetamina durante la abstinencia en ratas.

## Música Cristiana de Meditación
Algunas religiones cristianas, en particular la Iglesia Católica, rechazan la práctica de la meditación fuera de sus tradiciones, en particular la música de la nueva era. Sin embargo, la pieza de Olivier Messiaen a la que se hace referencia anteriormente es explícitamente cristiana, y el mismo Messiaen era un católico practicante y organista de iglesia. Cuarteto para el fin de los tiempos de Olivier Messiaen (1941).

## Música de meditación zen
Los trabajos específicos incluyen Música para la meditación zen de Tony Scott .[cita requerida]